# De sju Sångerna under Tälten
De sju Sångerna under Tälten är en sångcykel av Carl Jonas Love Almqvist. Den ingår i band I av den så kallade imperialoktavupplagan av Törnrosens bok, vilket utkom 1839. Sångerna är trestämmiga och har starkt religiöst färgat innehåll. 